# Arteră cerebrală mijlocie
Artera cerebrală mijlocie este una dintre cele trei artere majore asociate care alimentează cu sânge creierului mare. Artera cerebrală mijlocie ia naștere din artera carotidă internă și continuă către șanțul lateral unde apoi se ramifică și se proiectează în multe părți ale cortexului cerebral lateral. De asemenea, furnizează sânge lobilor temporali anteriori și corticali insulari.
Artera cerebrală mijlocie stângă și dreaptă se desprinde din trifurcațiile arterelor carotide interne și astfel sunt conectate la arterele cerebrale anterioare și arterele comunicante posterioare, care la rândul lor se conectează la arterele cerebrale posterioare. Arterele cerebrale mijlocii nu sunt considerate o parte a cercului lui Willis. 

## Anatomie

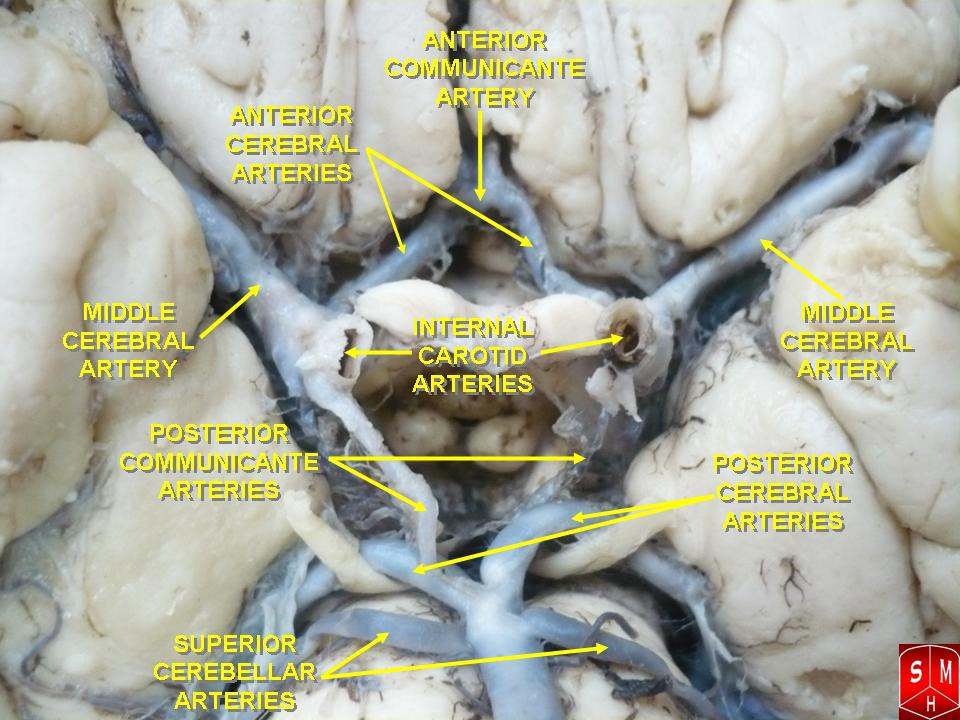
Artera cerebrală mijlocie

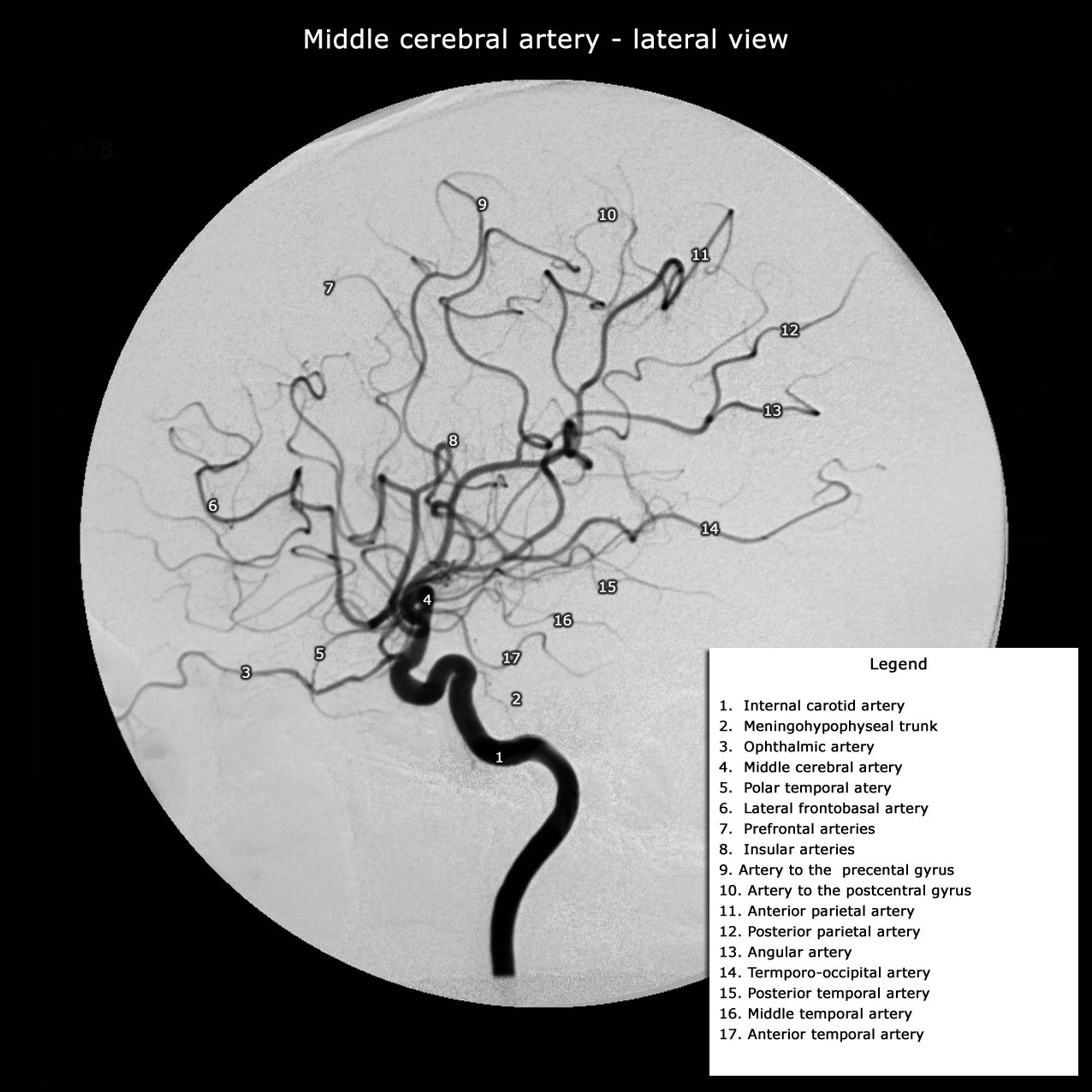
Artera cerebrală mijlocie și ramurile acesteia (pacientul are un segment A1 hipoplazic și un PCOM absent, rezultând un angio pur MCA din injecția internă a arterei carotide)

Artera cerebrală mijlocie poate fi clasificată în 4 părți: 
- M1: Segmentul sfenoidal (tulpina), [3] numit astfel datorită originii sale și datorita faptului ca are un curs lateral liber pe marginea osului sfenoid. Deși este cunoscut și ca segment orizontal, acest lucru poate fi înșelător, deoarece segmentul poate coborî, rămânând plat sau se poate extinde posterior anterior (dorsal), la diferiți indivizi. Segmentul M1 perforează creierul cu numeroase artere anterolaterale centrale (lenticulostrate laterale), care irigă ganglionii bazali.
- M2 : Extinzându-se anterior pe insulă, acest segment este cunoscut sub numele de segment insular. Este, de asemenea, cunoscut sub numele de segmentul Sylvian atunci când sunt incluse segmentele operculare. Ramurile arterei cerebrale mijlocii se pot bifurca sau uneori se trifurcă în trunchiuri în acest segment care apoi se extind în ramuri care se termină spre cortex.
- M3 : Segmentele operculare se extind lateral exterior din insulă spre cortex. Acest segment este uneori grupat ca parte a M2.
- M4 : Aceste segmente terminale sau corticale mai fine irigă cortexul. Acestea încep de la marginile externe ale fisurii silviene și se extind distal pe cortexul creierului.

Segmentele M2 și M3 se pot împărți fiecare în două sau trei trunchiuri principale (ramuri terminale) cu un trunchi superior, trunchi inferior și ocazional un trunchi mijlociu. Bifurcațiile și trifurcările apar în 50% și respectiv 25% din cazuri. Alte cazuri includ duplicarea arterei cerebrale mijolcii la artera carotidă internă sau a unei artere cerebrale mijlocii accesorii care nu apare din artera carotidă internă, ci ca o ramură din artera cerebrală anterioară.  Trunchiul mijlociu care există la anumite părți ale populației, atunci când este prezent, asigură pre-rolandic, rolandic, parietal anterior, parietal posterior și artera unghiulară pentru irigare în locul trunchiurilor superioare și inferioare.
Ramurile (ramus) ale arterei cerebrale mijlocii pot fi descrise prin zonele pe care le irigă.

### Lob frontal
- ntobazal laăteral (oă bitiofrontal): ăAceastă arteră se ramifică anterior, superior și lateral pentru a vasculariza girusul frontal inferior. „Concurează” ca mărime cu ramura polară frontală a arterei cerebrale anterioare
- Arterele prefrontale : Aceste artere diverg peste insulă și ies în cortex prin suprafața medială a operculului frontal. Arterele diverg superior peste pars triangularis și vascularizează girusul frontal inferior și mijlociu. În apropierea girusului frontal superior aceste artere se anastomozează cu ramuri din artera pericalozală a arterei cerebrale anterioare.
- Artera pre-Rolandică (precentrală): Artera se extinde pe suprafața medială a operculului și furnizează părțile posterioare ale giroscopului frontal mediu și inferior, precum și părțile inferioare ale girusului pre-central. Această arteră se ramifică o dată sau de două ori și este relativ invariantă între anatomii.
- Arterele rolandice (centrale): Artera se extinde și iese din porțiunea centrală a operculului apoi trece în interiorul sulcusului central. Această arteră se bifurcă la 72% dintre indivizi și irigă girul pre-central posterior și porțiunea inferioară a girusului post-central.

### Lobul parietal
- Parietală anterioară: Această arteră provine de obicei dintr-o ramură distală arterei cerebrale mijlocii. În unele cazuri se ramifică din artera rolandică sau din artera parietală posterioară. Se extinde lungimea sulcusului interparietal și coboară ușor posterior.
- Parietală posterioară: Iese din capătul posterior al fisurii silviene și se extinde mai întâi posterior și apoi anterior de-a lungul posteriorului lobului parietal. De asemenea, se ramifică către girusul supramarginal.
- Unghiulară: Artera unghiulară este o ramură terminală semnificativă a trunchiului anterior sau mijlociu al arterei cerebrale mijlocii. Iese din fisura silviană și trece peste girusul temporal transvers anterior și se împarte de obicei în două ramuri. Una dintre ramuri alimentează girul unghiular, în timp ce cealaltă furnizează girusul supramarginal, girul temporal superior posterior și arcul parietooccipital.
- Temporooccipitală: Cea mai lungă arteră corticală, se desfășoară posterior opusă centrului operculului. La ieșirea din fisura silviană, aceasta se desfășoară paralel cu sulcul temporal superior și furnizează girusul occipital superior și inferior. Acest vas se anastamosează cu artera cerebrală posterioară și poate exista ca una sau două artere, respectiv 67% sau 33% din timp.

### Lobul temporal
- Temporopolară: Artera se extinde de la segmentul sfenoidal al arterei cerebrale mijlocii prin suprafața inferioară a operculului și furnizează porțiunile polare și laterale anterioare ale lobului temporal. Vasul poate fi identificat în 52% din angiogramele normale
- Temporală anterioară : această arteră apare de obicei din trunchiul proximal arterei cerebrale mijlocii și se extinde în mod similar cu artera temporopolară și vascularizează aceleași regiuni.
- Temporal mijlociie Această arteră se extinde de la fisura silviană opusă girului frontal inferior și furnizează porțiuni superioare și medii ale lobului temporal mediu. Poate fi identificat în 79% din angiograme.
- Temporală posterioară : această arteră se extinde și se îndepărtează de opercul și se transformă într-o manieră treptată, mai întâi inferior, apoi posterior, în sulul temporal superior, apoi în sulul temporal mediu. Acest vas furnizează porțiunea posterioară a lobului temporal și este originea mai multor artere perforante care irigă insula. Este ușor de identificat în majoritatea radiogramelor.

## Fiziologie
Zonele vascularizate de artera cerebrală mijlocie includ:
- Cea mai mare parte a suprafeței laterale a emisferei; cu excepția porțiunii superioare al lobului frontal și parietal (artera cerebrală anterioară) și a părții inferioare a lobului temporal;
- porțiunea superioară vascularizează lobul frontal lateroinferior (localizarea zonei Broca, adică expresia limbajului);
- porțiunea inferioară furnizează sânge lobul temporal lateral (localizarea zonei lui Wernicke, adică înțelegerea limbajului);
- ramurile profunde alimentează cu sânge ganglionii bazali, precum și capsula internă.

Locul de ocluzie artetei cerebrale mijlocii și afazia rezultată:
- global - trunchiul arterei cerebrale mijlocii;
- Broca - ramura anterioară a arterei cerebrale mijlocii;
- Wernicke - ramura posterioară a arterei cerebrale mijlocii.

## Semnificația clinică

### Ocluzie
Ocluzia arterei cerebrale mijlocii are ca rezultat sindromul arterei cerebrale mijlocii, care poate prezenta următoarele simptome:
1. paralizie (-plegie) sau slăbiciune (-pareză) a feței și brațului contralateral (faciobrachial);
2. pierderea senzorială a feței și brațului contralateral;
3. deteriorarea emisferei dominante (de obicei emisfera stângă) are ca rezultat afazie, adică zona lui Broca sau a lui Wernicke;
4. deteriorarea emisferei non-dominante (de obicei emisfera dreaptă) are ca rezultat sindromul de neglijare contralaterală, localizarea incorectă în jumătate de câmp, capacitatea afectată de a judeca distanța (lobul parietal nedominant);
5. infarctele mari ale arterei cerebrale mijlocii adesea o deviere conjugată, o preferință a privirii spre partea leziunii, în special în perioada acută. Hemianopsia omonimă contralaterală este adesea prezentă.